# Naihi shinsho
„Naihi shinsho” (jap. 内秘心書) – debiutancki singel zespołu ONE OK ROCK, wydany 25 kwietnia 2007 roku przez wytwórnię Aer-born. Singel osiągnął 48 pozycję w rankingu Oricon i pozostał na liście przez 9 tygodni.

## Lista utworów
| Nr | Tytuł                                                                   | Słowa     | Kompozycja  | Czas |
| -- | ----------------------------------------------------------------------- | --------- | ----------- | ---- |
| 1. | "Naihi shinsho" (jap. 内秘心書)                                         | Taka      | Taka        |      |
| 2. | "Kako wa kyōkasho ni mirai wa shukudai" (jap. 過去は教科書に未来は宿題) | Taka/Toru | ONE OK ROCK |      |